# 供僧衣節
供僧衣節（梵語），又稱供僧大會、供僧節，佛教節日，源自於釋迦牟尼時代，至今在南傳佛教國家，如泰國、斯里蘭卡仍然保持了這個節日。供僧衣節是在雨季結束後，連續進行一個月的儀式，它開始於陰曆中的第11次滿月後，大約相當於陽曆的十月。
據法顯所見印度風俗，「眾僧受歲竟，長者居士婆羅門等，各將種種衣物沙門所須以用布施眾僧，僧受亦自各各布施。」

## 概論
供僧衣節，是在雨季結束之後，僧團結束結夏安居。在家居士在此時準備僧服，用來供奉出家僧侶。